# Eriocaulon acutibracteatum
Eriocaulon acutibracteatum är en gräsväxtart som beskrevs av W.L.Ma. Eriocaulon acutibracteatum ingår i släktet Eriocaulon och familjen Eriocaulaceae. Inga underarter finns listade i Catalogue of Life.